# Šlechtění živočichů
Šlechtění živočichů, též plemenitba, je řízené rozmnožování vybraných jedinců za účelem zkvalitnění dané vlastnosti či plemenného znaku.

## Klasické plemenitby
čistokrevná plemenitba
1. příbuzenská plemenitba
2. liniová a meziliniová plemenitba
3. osvěžení krve

křížení
1. meziplemenné (metizace)
2. pozměňovací (zušlechťovací, kombinační, převodné)
3. užitkové (jednoduché, střídavé, rotační)

mezidruhová (bastardace)

## Metody genetické plemenitby
metody využívající převážně podobnost rodičů a potomků
- příbuzenská plemenitba
- liniová plemenitba
- čistokrevná plemenitba
- pozměňovací křížení (zušlechťovací, kombinační a převodné)

metody využívající účinek heteroze
- se selekcí na kombinační návaznost
  - křížení speciálních linií (inbredních, chovných)
  - opakovaná reciproká selekce (nepřirozený výběr)

- bez selekce na kombinační návaznost
  - užitkové křížení diskontinuitní
  - užitkové křížení kontinuitní
  - mezidruhové křížení (bastardace)